# Hamar Zsolt
Hamar Zsolt (Budapest, 1968. október 25. –) Liszt Ferenc-díjas karmester, érdemes művész. 2017. március 17-től 2020 júliusáig a Nemzeti Filharmonikus Zenekar zeneigazgatója.

## Eddigi életpályája
Hatéves korában kezdett zongorázni, majd a Bartók Béla Zeneművészeti Szakiskolában tanult zeneszerzést Fekete Győr Istvánnál. A Zeneakadémián a Petrovics Emil professzornál zeneszerzésből diplomázott, illetve tanulmányai utolsó évétől karmesterképző szakot is végzett, ahol Lukács Ervin és Gál Tamás voltak a tanárai. 1995-ben kitüntetéssel diplomázott.
1997 őszén – Kocsis Zoltán zeneigazgató meghívására – a Nemzeti Filharmonikus Zenekar első állandó karmesterévé nevezték ki. 2000-től 2009 szeptemberéig  a Pannon Filharmonikusok - Pécs zeneigazgatója. 2001 óta rendszeresen vezényel a Magyar Állami Operaházban, vendégkarmesterként fellép a világ számos zenei központjában. Vezényel Olaszországban az Amerikai Egyesült Államokban és Japánban. A Salzburgi Ünnepi Játékokon Lorin Maazel asszisztense volt. 2004 szeptemberétől az Orchestra Verdi Padova e del Veneto első karmestere.
A 2004/2005-ös évadban fellépett Linzben a Bruckner Orchester, Japánban a Japan Philharmonic Orchestra, Salzburgban a Mozarteum Orchester élén, valamint Bázelban, Meranóban és Európa számos városában. 2007-ben debütált a Zürichi Operában, és a következő két évadban három premiert és további két produkciót vezényelt.
A 2009/2010-es évadban vezényel a Zürichi Operaházban, a Göteborgi Operaházban, koncerteket vezényel Salzburgban és Mainzban.
2009 óta a Liszt Ferenc Zeneművészeti Egyetem Karmester és Karvezető Tanszékének  vendégtanára, ahol 2011-ben docensnek nevezték ki. Mint 2016 óta a Nemzetközi Bartók Szeminárium és Fesztivál professzora, a tehetséges fiatal karmestereket támogatja. 2017 és 2020 között a Magyar Nemzeti Filharmonikusok zeneigazgatója volt, azóta saját projektjén, a Collegium Symphonicum Hungaricumon dolgozik, amely egy posztgraduális mentorprogram a tudásuk bővítése iránt érdeklődő fiatal karmesterek számára. Emellett állandó oktatója a Szegedi Tudományegyetem Bartók Béla Művészeti Karának. 

## Díjak, elismerések
- Magyar Televízió 8. Nemzetközi Karmesterverseny – 2. helyezettje (1995)
- Magyar Televízió 8. Nemzetközi Karmesterverseny – Közönség díj (1995)
- a spanyolországi Cadaquésben rendezett karmesterverseny – 2. helyezett (1996)
- Lisszabonban, a Portugál Rádió Nemzetközi Karmesterverseny – első helyezett (1997)
- Trentóban, az Antonio Pedrotti Nemzetközi Karmesterversenyét is megnyerte (1999)
- Liszt Ferenc-díj (2001)
- A Magyar Köztársasági Érdemrend tisztikeresztje (2006)
- Érdemes művész (2017)